# Herbert Wahler
Herbert Wahler (10 december 1921 – Melsungen, november 2023) was een Duitse soldaat die diende in de Einsatzgruppe C en werd ervan beschuldigd betrokken te zijn bij de moord op tienduizenden joden in Oekraïne waaronder Babi Yar. In 2018 stond hij op de lijst van meest gezochte nazi oorlogsmisdadigers
In maart 2020 besliste de openbaar aanklager in Kassel dat Wahler niet zou worden vervolgd wegens gebrek aan bewijs. In december 2021 bereikte hij de leeftijd van 100 jaar en hierbij waren er protesten van tegenstanders in Melsungen. Ten tijde van zijn honderjarige verjaardag in 2021, was hij vermoedelijk het laatst nog levende lid van Einsatzgruppe C.
Wahler overleed in zijn woonplaats Melsungen in november 2023 op 101-jarige leeftijd.